# Csehország vasúttársaságainak listája

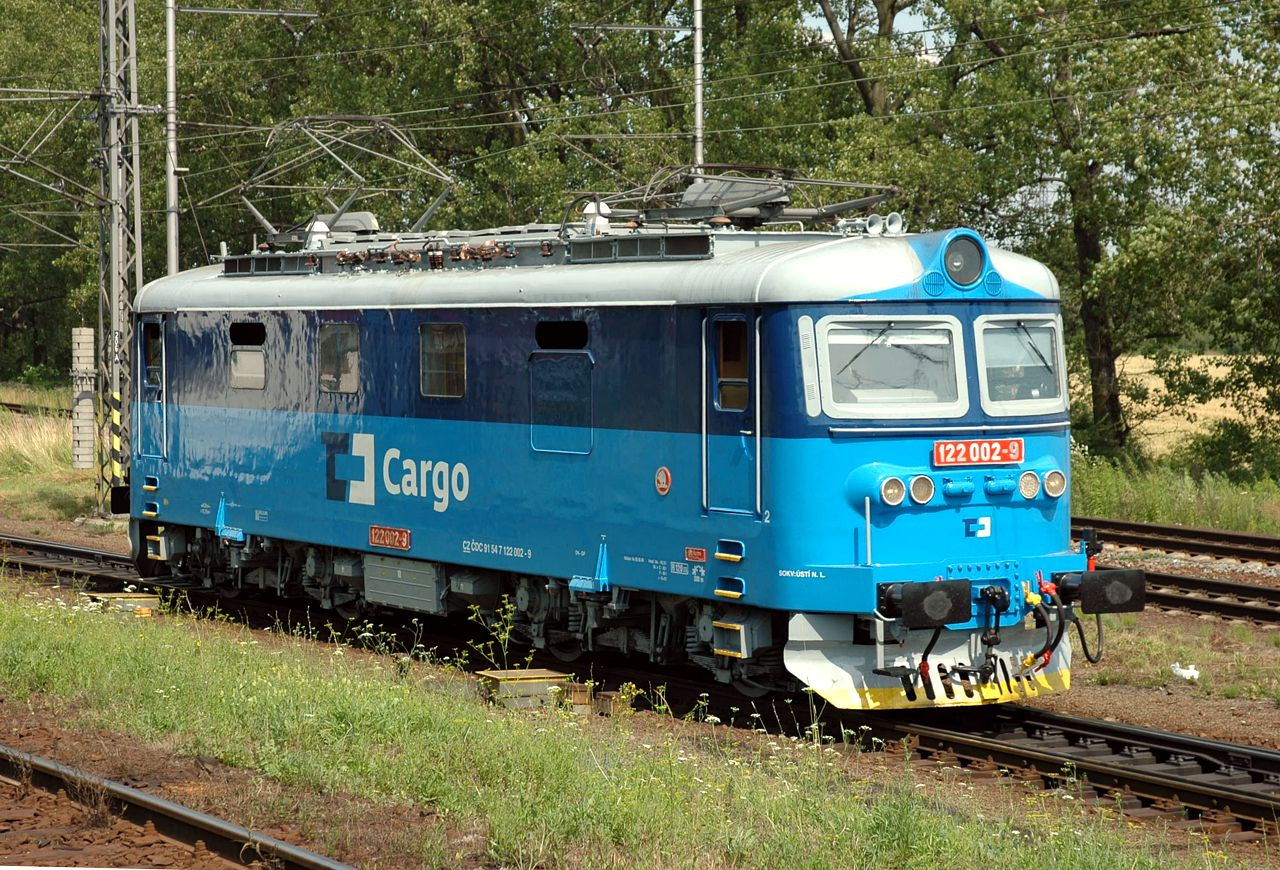
A ČD Cargo egyik ČD 122-es sorozatú villamosmozdonya a legújabb festésben

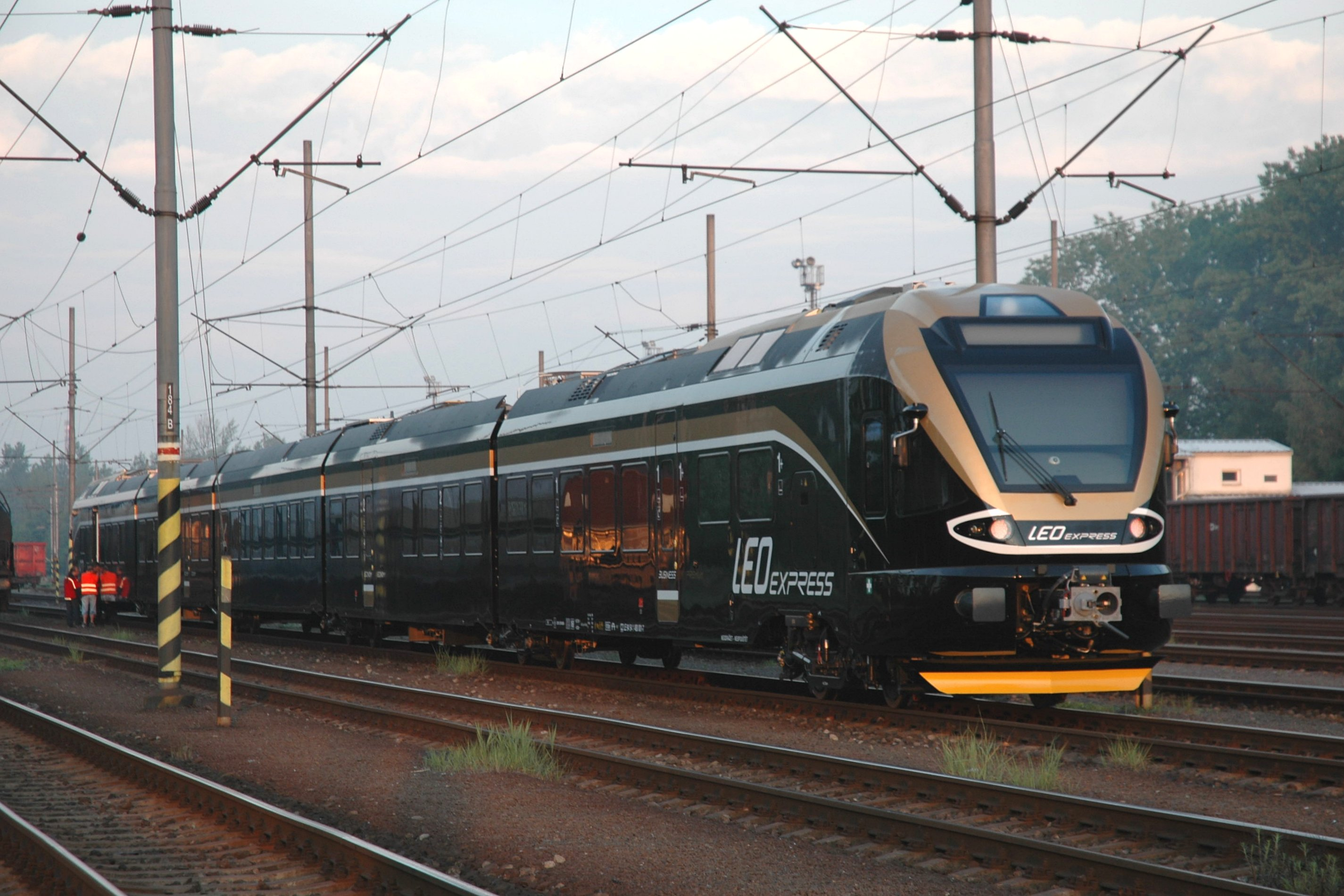
Leo Express

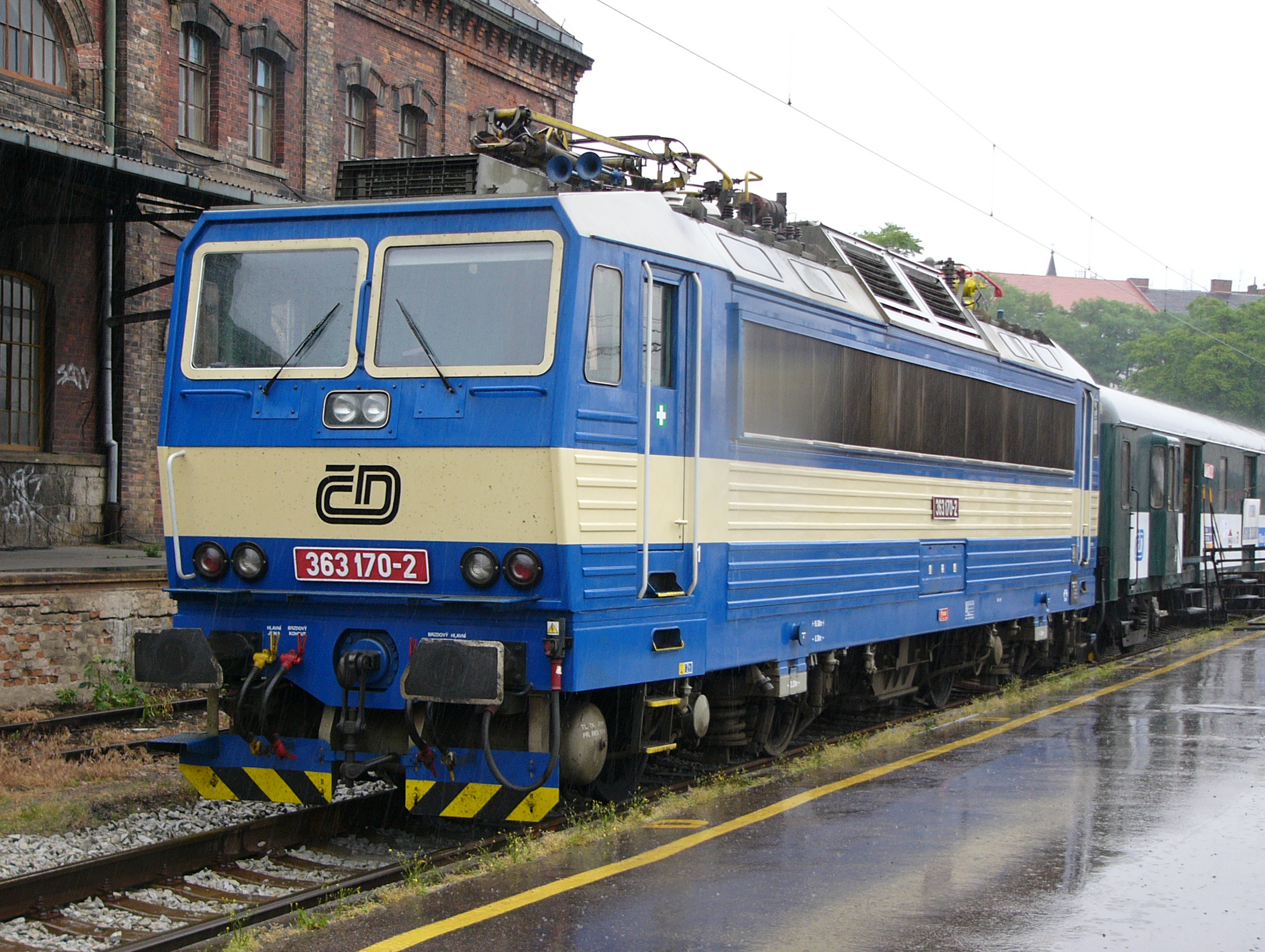
A 363-as kétáramnemű ČD mozdony

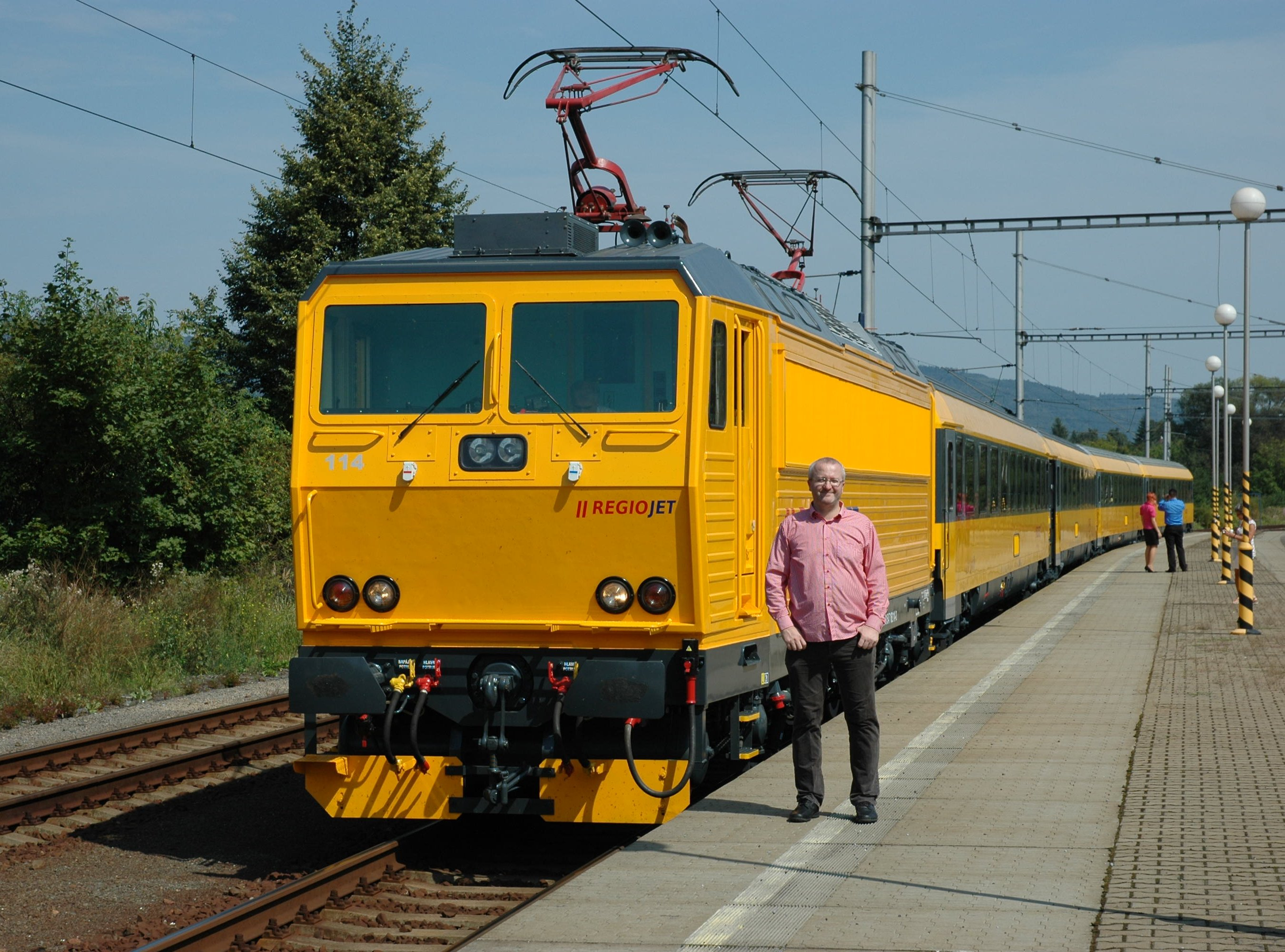
Radim Jančura egy RegioJet vonattal

Ez a lista Csehország vasúttársaságait sorolja fel ábécé sorrendben.

## A lista
- České dráhy
- ČD Cargo
- AV - Arriva vlaky s.r.o.
- AWT - Advanced World Transport (korábbi OKD, Doprava and Viamont Cargo)
- BFL - BF Logistics, s.r.o.
- GWTR - GW Train Regio (korábbi Viamont Regio)
- IDS - Inženýrské a dopravní stavby Olomouc a.s.
- JHMD - Jindrichohradecke Mistni Drahy
- LEO - LEO Express
- MT - METRANS Rail s.r.o.
- ODOS - Ostravská dopravní spolecnost, a.s.
- RJ - RegioJet a.s. (Student Agency)
- SD-KD - SD - Kolejova Doprava
- TSS - TSS Cargo a.s.
- UNIDO - Unipetrol Doprava
- VD - Vitkovice Doprava
- ZD - Zeleznice Desna (Connex Morava)